# Listă de deșerturi ale Africii
Această pagină este o listă a deșerturilor continentului Africa.

## Deșertul Chalbi
Deșertul Chalbi se găsește în partea nord-vestică a Keniei.

## Deșertul Danakil
Deșertul Danakil este un deșert costal, care ocupă partea sudică a Eritreei și întregul teritoriu al statului Djibouti.

## Deșertul Kaisut
Deșertul Kaisut se găsește în partea vestică a Keniei.

## Deșertul Namib
Deșertul Namib este un deșert în sud - vestul Africii, întinzându-se de-a lungul coastei Oceanului Atlantic a Namibiei și Angolei pe 1.200 km, având zone cu dune înalte până la 150m .Acesta este situat în regiunea aridă din sudul Africii. 

## Deșertul Ogaden
Deșertul Ogaden se găsește în partea extrem vestică a Etiopiei și în sudul Somaliei.

## Deșertul Sahara
Deșertul Sahara are numeroare subdiviziuni și nume conform țărilor din nordul Africii care înconjoară Sahara având zone deșertice care ocupă însemnate părți din suprafațele acestora.

### Algeria
- Deșertul Algerian
  - Marele Erg Occidental
  - Marele Erg Oriental
  - Deșertul Wadl Dra

### Ciad
- Deșertul Ciadan
  -     - Deșertul Ennedi

### Egipt
- - Deșertul Arabic
  - Deșertul Libian

### Libia
- - Deșertul Libian
    - Deșertul Erg Ubari

### Sudan
- - Deșertul Nubian